# تام کونتی
تام کونتی (انگلیسی: Tom Conti؛ زاده ۲۲ نوامبر ۱۹۴۱) هنرپیشه اسکاتلندی است. وی از سال ۱۹۶۳ میلادی تاکنون مشغول فعالیت بوده‌است. از فیلم‌هایی که وی در آن نقش داشته‌است، می‌توان به شوالیه تاریکی برمی‌خیزد، رقص خیابانی ۲، روبن، روبن، خرابکاری، دادگاه جزا، کریسمس مبارک، آقای لارنس و اوپنهایمر اشاره کرد.